# IC 231
IC 231 је лентикуларна галаксија у сазвјежђу Кит која се налази на листи објеката дубоког неба у Индекс каталогу.
Деклинација објекта је + 1° 10' 46" а ректасцензија 2h 29m 56,3s. Привидна величина (магнитуда) објекта IC 231 износи 13,7 а фотографска магнитуда 14,7. IC 231 је још познат и под ознакама UGC 1978, MCG 0-7-25, CGCG 388-26, NPM1G +00.0095, PGC 9514.